# Andrea Fiedler
Andrea Fiedler (* 1967) ist eine deutsche Tierärztin und Fachbuchautorin.

## Leben
Nach dem Abitur studierte Andrea Fiedler von 1986 bis 1991 Veterinärmedizin an der Ludwig-Maximilians-Universität München. Anschließend arbeitete sie am dortigen Lehrstuhl für Neuropathologie an ihrer 1994 abgeschlossenen Promotion. Sie war dann zunächst in einer vor allem auf Rinder spezialisierten Großtierpraxis tätig, bevor sie sich 1998 mit einer eigenen Praxis selbstständig machte. Sie hat sich spezialisiert auf Klauenerkrankungen. Seit 2016 arbeitet sie mit zwei Kolleginnen in einer Gemeinschaftspraxis. Diese arbeitet überregional und bietet neben Einzeltierbehandlungen auch Betriebsberatungen sowie Fort- und Weiterbildungsveranstaltungen für Landwirte, Klauenpfleger und Tierärzte an, teilweise in Zusammenarbeit mit der Ludwig-Maximilians-Universität München.
Sie engagiert sich als Mitglied im Prüfungsausschuss des Freistaates Bayern für den geprüften Klauenpfleger, in der DLG-Arbeitsgruppe Klauengesundheit sowie in der DLG-Prüfungskommission Klauenpflegemittel und ist auch dort für die Verbesserung der Klauengesundheit tätig.
Andrea Fiedler ist verheiratet und hat drei Töchter.

## Werke (Auswahl)
- Das "Weaver-Syndrom" des Braunvieh x Brown Swiss-Rindes : immunhistochemische Darstellung der Neurofilamentproteinverteilung im Nervensystem sowie enzymhistochemische Untersuchungen ausgewählter Skelettmuskulatur, München, 1994, Dissertationsschrift[4]
- mit Stefan Nüske und Johann Maierl: Funktionelle Klauenpflege beim Rind, 2000, ISBN 978-3-405-15838-5
- mit Karl Nuss und Johann Maierl: Erkrankungen an Klaue und Zehe des Rindes, 2003 und 2. Auflage 2016, ISBN 978-3794531578
- mit anderen: Klauengesundheit beim Rind, 2011, ISBN 978-3-8308-0973-9
- mit Andrea Rütz: Die Sprache der Kuh : Tierkontrolle einfach gemacht ; Fütterung, Fruchtbarkeit, Eutergesundheit, Klauengesundheit, 2013, ISBN 978-3-944321-21-9
- mit anderen: ICAR Atlas der Klauengesundheit, 2015, ISBN  92-95014-14-6